# Bugalagrande
Bugalagrande ist eine Gemeinde (Municipio) im Departamento Valle del Cauca in Kolumbien.

## Geographie
Bugalagrande liegt in der Subregion Centro in Valle del Cauca zwischen dem Río Cauca und der Zentralkordillere der kolumbianischen Anden. Der städtische Teil (cabecera municipal) der Gemeinde liegt auf 950 Metern 115 km von Cali entfernt und hat eine Jahresdurchschnittstemperatur von 25 °C. An die Gemeinde grenzen im Norden Zarzal und Sevilla, im Osten Tuluá, im Süden Andalucía und im Westen Riofrío und Bolívar.

## Bevölkerung
Die Gemeinde Bugalagrande hat 20.970 Einwohner, von denen 11.917 im städtischen Teil (cabecera municipal) der Gemeinde leben (Stand 2019).

## Geschichte
Während der Kolonialzeit gehörte Bugalagrande zum Gebiet von Buga und Tuluá. Als Gemeinde wurde Bugalagrande 1886 von Diego Rengifo Salazar gegründet.

## Wirtschaft
In Bugalagrande werden insbesondere Zuckerrohr, Soja, Mais, Kaffee, Bananen und Obst angebaut.

## Söhne und Töchter der Stadt
- Adriana Correa (* 1969), Fußballschiedsrichterin